# Estudio de serie de casos
Un estudio de serie de casos clínicos (o situaciones de cualquier tipo que estén relacionados con la investigación científica, industrial, académica, etc.) es un estudio epidemiológico, descriptivo, que se limita a la simple identificación y descripción de un conjunto de casos clínicos que han aparecido en un intervalo de tiempo.
En el caso de nuevas enfermedades o fármacos, las series de casos contribuyen a la caracterización del perfil y delimitación de nuevas entidades nosológicas. Sin embargo, para valorar la importancia de los antecedentes y posibles asociaciones es necesaria la presencia de un grupo control que sirva de referencia y comparación.